# Rikke Berg
Rikke Berg (geb. ''Rikke Sejer Berg''; *  28. Juni 1986) ist eine dänische Judoka.

## Biografie
Berg ist Trägerin des 1. Dan, den sie im Alter von 16 Jahren als jüngste dänische Judoka erworben hat. In ihrer Gewichtsklasse bis 52 Kilogramm hat sie bis jetzt zehn Mal die dänische Meisterschaft gewonnen. 2004 kämpfte sie für den TS Einfeld in der 1. Bundesliga der Damen in Deutschland und gewann u. a. den International Limfjordscup in Dänemark und belegte den 3. Platz beim Junior World Cup in Ungarn. 2001 hat sie die dänischen Farben bei der Europäischen Jugendolympiade in Murcia, Spanien vertreten. 2006 gewann sie den Titel der Nordischen Meisterin.
Als Kuriosum, und einmalig in der dänischen Judogeschichte, ist zu bemerken, dass die drei Schwestern in den Jahren 2002 und 2003, in ihrer jeweiligen Gewichtsklasse, gleichzeitig die dänische Meisterschaft gewonnen haben.

## Größte Erfolge (Auswahl)
- 2000 – Venray Tournament 3. Pl., Swedish Open Jnr. 1. Pl.,Int. Mühlrad Cup Deutschland 1. Pl.,
- 2001 – Jnr. World Cup Schweden 1. Pl., Polish Open 1. Pl., Jnr. World Cup Ungarn 3. Pl., Jugendolympiade Spanien, Swedish Open Snr. 3. Pl.,
- 2002 – GM Scotish open 1. Pl.,
- 2003 – Budo Nord Cup Sweden 1. Pl., Jnr. World Cup Schweden 2. Pl.,
- 2004 – Jnr. World Cup Schweden 1. Pl.,
- 2005 – Jnr. World Cup Schweden 3. Pl.,
- 2006 – Nordische Meisterschaft 1. Pl.,
- 2007 – dänische Meisterschaft 1. Pl.,
- 2008 – dänische Meisterschaft 1. Pl.
- 2021 – World Championships Veterans in Lissabon      1. Pl.[3] Weltmeister
- 2022 –  World Championships Veterans in Krakau         1. Pl.   Weltmeister
- 2023 –  World Championships Veterans  in Abu Dhabi   2. Pl.   Vizeweltmeister

Berg ist Mitglied des „Judoklubben Mitani“ in Kopenhagen.
Auch ihre Schwestern Kristina und Betina sind erfolgreiche Judoka.